# Mesosa stictica
Mesosa stictica es una especie de escarabajo longicornio del género Mesosa, categorizada en la tribu Mesosini, de la subfamilia Lamiinae. Fue descrita por Blanchard en 1871.

## Descripción
Mide 10-11,5 mm de longitud.

## Distribución
Se distribuye por China.